# Hennadij Nykon
Hennadij Nykon (ukr. Геннадій Нікон; ur. 16 kwietnia 1975 w Sumach) – ukraiński biegacz narciarski, olimpijczyk z Nagano z 1998 roku.
Nykon ani razu nie zdobył punktów do klasyfikacji generalnej Pucharu Świata. W zawodach tej rangi startował kilka razy, ale jego najlepszym indywidualnym wynikiem było 58. miejsce w Ramsau w biegu na 15 km stylem klasycznym. Startował czasami też w innych cyklach FIS jak Puchar Kontynentalny, FIS Race oraz Eastern Europe Cup. W FIS Race raz udało mu się zdobyć miejsce na podium – był 3. w rosyjskim Kirowsku w biegu na 10 km stylem klasycznym w 2001 roku. Także raz na podium uplasował się w Eastern Europe Cup – zajął 3. miejsce w Charkowie.

## Wyniki
- C - styl klasyczny
- F - styl dowolny

### Igrzyska olimpijskie
| 1998 Nagano | 38 (30 km C), 60 (10 km C), 46 (łączony 25 km), 12 (sztafeta) |

### Mistrzostwa świata
| 2003 Val di Fiemme | 43 (30 km C), 25 (15 km C), 43 (50 km F), 14 (sztafeta) |

### Uniwersjada
| 2003 Tarvisio | 10 (10 km C), 16 (30 km F) |